# بوعياش (ميبلادن)
بوعياش هي إحدى مشيخات المملكة المغربية، تتبع جغرافيا لإقليم ميدلت وإداريًا لميبلادن. يقدر عدد سكانها بـ 2764 نسمة حسب الإحصاء الرسمي للسكان والسكنى لسنة 2004.